# Liste der Kulturdenkmale in Neumark (Vogtland)
In der Liste der Kulturdenkmale in Neumark sind die Kulturdenkmale der sächsischen Gemeinde Neumark verzeichnet, die bis Juli 2019 vom Landesamt für Denkmalpflege Sachsen erfasst wurden (ohne archäologische Kulturdenkmale). Die Anmerkungen sind zu beachten.
Diese Aufzählung ist eine Teilmenge der Liste der Kulturdenkmale im Vogtlandkreis. 

## Neumark
| Bild                                    | Bezeichnung | Lage                                  | Datierung                                                                      | Beschreibung | ID       |
| --------------------------------------- | --- | ------------------------------------- | ------------------------------------------------------------------------------ | --- | -------- |
|                                         | Denkmalschutzgebiet Ortslage Neumark (Vorschlag) | (Ortskern) (Karte)                    | Ab. 18. Jahrhundert                                                            | Denkmalschutzgebiet Ortslage Neumark (Vorschlag) | 09302899 |
| Direkt Bild zu diesem Denkmal hochladen | Steinbogenbrücke der alten Poststraße „Kaiserstraße“ | (Flurstück 881/4) (Karte)             | 19. Jahrhundert                                                                | Ortshistorisch bedeutendes verkehrstechnisches Denkmal, Zeugnis einer der ältesten Straßen von Neumark ins östliche Vogtland. Einbogige Steinbrücke aus Bruchstein und Ziegelstein mit Brückenwangen, Zeugnis für den Verlauf der alten Poststraße. | 09209990 |
| Direkt Bild zu diesem Denkmal hochladen | Mundloch des Isolde-Schachtes (Eisenbergbau) | (Flurstück 698) (Karte)               | 19. Jahrhundert                                                                | Denkmal der Ortsgeschichte und Technikgeschichte. Granitgewände mit Schlussstein, Bruchsteinmauerwerk, seit 1856 Grubengebiet „Isolde“ in Besitz der „Königin Marienhütte“ Cainsdorf. | 09209850 |
| Direkt Bild zu diesem Denkmal hochladen | Zweiseithof mit Wohnhaus und Stall, Remise | Alte Reichenbacher Straße 4 (Karte)   | Um 1780                                                                        | Geschlossen erhaltenes Ensemble mit städtebaulicher Bedeutung. - Wohnhaus: zwei Geschosse, Ziegelmauerwerk (verputzt), Holztraufe, Krüppelwalmdach (Eternit) - Stall/Remise: zwei Geschosse (Ziegel), Fenster mit Bogen, Satteldach | 09209858 |
| Direkt Bild zu diesem Denkmal hochladen | Wohnhaus | Alte Reichenbacher Straße 6 (Karte)   | Um 1800                                                                        | Baugeschichtliche und städtebauliche Bedeutung. Zwei Geschosse, Putzgliederung, Rundbögen im Erdgeschoss, Obergeschoss durch Fenstervergrößerung entstellt, hohes Mansarddach (Pappe) mit kleinen Gaupen, Treppenvorbau mit Brüstung und Gitter. Original: Eingangstüre mit Oberlicht, Stuckdecke. | 09209863 |
| Direkt Bild zu diesem Denkmal hochladen | Wohnhaus | Alte Reichenbacher Straße 8 (Karte)   | Kern 18. Jahrhundert                                                           | Ländliches Wohnhaus, mit Fachwerk-Obergeschoss, Bestandteil der Ortskernstruktur, baugeschichtlich von Bedeutung | 09302898 |
| Direkt Bild zu diesem Denkmal hochladen | Mietshaus in offener Bebauung | Alte Reichenbacher Straße 9 (Karte)   | Um 1905                                                                        | Unter anderem baugeschichtliche Bedeutung. Sockel Polygonalmauerwerk (Sandstein), rote Ziegelmauer mit Putzgliederung (Eckquaderung, Putzspiegel, Bänder), stark profilierte Traufe, zeltartiges Dach (Schiefer), schmiedeeiserner Radabweiser. | 09209859 |
| Direkt Bild zu diesem Denkmal hochladen | Wohnhaus | Alte Reichenbacher Straße 14 (Karte)  | Ende 18. Jahrhundert                                                           | Mit Fachwerk-Obergeschoss, baugeschichtliche Bedeutung. Zwei Geschosse, Erdgeschoss Lehmwände, Balkendecke (?), verändert, zum Beispiel Tür versetzt, Giebel verbrettert, hohes Satteldach, Biberschwanzdeckung. | 09209840 |
|                                         | Zwei Eisenbahner-Wohnhäuser | Am Bahnhof 1 (Karte)                  | 1886, Umbau 1895                                                               | Reste des Bahnhofs an der Bahnstrecke Leipzig–Hof (6362, 6377; sä. LH) und Bahnstrecke Dresden–Werdau (6258; sä. DW; 6257; sä. DWCh), verkehrsgeschichtlich und ortsgeschichtlich von Bedeutung. 1846 Eröffnung der Strecke Leipzig–Reichenbach, 1856 Anschluss nach Dresden, 1865 Strecke Neumark–Greiz, als Bestandteil der sächsisch-bayrischen Eisenbahn (1846) von Leipzig nach Hof. - Erstes Bahnbeamtenwohnhaus (Werdauer Straße 31): zweigeschossig, massiv, verputzt, Bruchsteinsockel, giebelseitig eingeschossig Eingang, Drempel, Satteldach (Schieferdeckung) - Zweites Bahnbeamtenwohnhaus: dreigeschossig, massiv, verputzt, Satteldach, zu den Gleisen hin an der Traufseite Aufschrift „Neumark“ 2013 abgerissen: - Stationsgebäude mit Empfangshalle: eingeschossig, Ziegelstein-Fachwerk-Bau, flaches Satteldach, Zwerchhaus, Drempel verbrettert, originale Eingangstür (überdacht), Eisenstützen - Güterschuppen: eingeschossig, massiv, verputzt, Segmentbogentore, Fenster-Sohlbänke, Satteldach, im Giebel Mundfenster - Stellwerk: zweigeschossig, Ziegelsteinbau, Segmentbogenfenster, Pultdach, traufseitig Schriftzug „Neumark/Sachs. B1“ | 09209827 |
| Direkt Bild zu diesem Denkmal hochladen | Villa | Am Bahnhof 3 (Karte)                  | Bezeichnet mit 1936                                                            | Exemplarischer baugeschichtlicher Wert. Zwei Geschosse, Putzfassade, Sockel, Buckelquader, Fensterrahmungen, typische Bauformen der 1930er Jahre. | 09209826 |
| Direkt Bild zu diesem Denkmal hochladen | Villa | Am Bahnhof 5 (Karte)                  | 1910er Jahre                                                                   | Reformstil, unter anderem baugeschichtliche Bedeutung. Dominantes Dach, Schmuckformen. | 09302760 |
| Direkt Bild zu diesem Denkmal hochladen | Wandbild | Am Bahnhof 9 (Karte)                  | Um 1900                                                                        | Rest der ehemaligen Ausstattung einer Fabrikantenvilla (Abriss der Villa Am Bahnhof 9 im Oktober 1999), Denkmal der Orts- und Technikgeschichte. Beim ins Nachbargebäude versetzt. | 09209825 |
| Direkt Bild zu diesem Denkmal hochladen | Häuslerhaus | Erlmühle 3 (Karte)                    | Kern wahrscheinlich 18. Jahrhundert                                            | Baugeschichtliche Bedeutung. Erdgeschoss massiv, Obergeschoss zweiriegeliges Fachwerk, auf der Giebelseite verbrettert, recht flaches Satteldach. | 09302758 |
| Direkt Bild zu diesem Denkmal hochladen | Häuslerhaus | Erlmühle 7 (Karte)                    | Um 1820                                                                        | In typischer ländlicher Bauweise (Lehm-Fachwerk), bau- und sozialgeschichtliche Bedeutung. Zwei Geschosse, Erdgeschoss schon verändert, Lehm teils erhalten, Obergeschoss Fachwerk, Giebel verbrettert, Satteldach. | 09209820 |
| Direkt Bild zu diesem Denkmal hochladen | Erlmühle (ehemals Mahl-, Schneid- und Büttermühle) und Nebengebäude | Erlmühle 10 (Karte)                   | 1460 (Ersterwähnung); bezeichnet mit 1789 (Schlussstein im Portal)             | Ensemble mit hohem Zeugniswert für die Ortsgeschichte. - Wohnhaus: zwei Geschosse, Putzfassade (Bruchstein-Ziegel), Eckquaderung, Granitgewände, Schlussstein mit Datierung - Nebengebäude: Ziegelmauerwerk, Satteldach - Stall: Mittelrisalit | 09209818 |
| Direkt Bild zu diesem Denkmal hochladen | Häuslerhaus | Erlmühle 13 (Karte)                   | 1. Hälfte 19. Jahrhundert                                                      | In typischer ländlicher Bauweise (Lehm, Fachwerk), unter anderem baugeschichtliche Bedeutung. Zwei Geschosse, Erdgeschoss weitgehend Lehm erhalten, Holzbalkendecke mit Unterzug, Satteldach (Pappe). | 09209819 |
| Direkt Bild zu diesem Denkmal hochladen | Häuslerhaus | Erlmühle 15 (Karte)                   | Wohl 18. Jahrhundert                                                           | Stark ortsbildprägend, baugeschichtliche Bedeutung. Erdgeschoss massiv, mit vergrößerten Fensteröffnungen, Obergeschoss zweiriegeliges Sichtfachwerk, Giebelseite verbrettert, Satteldach mit leichtem Überstand. | 09302759 |
| Direkt Bild zu diesem Denkmal hochladen | Wohnhaus eines Bauernhofs | Ernst-Ahnert-Straße 6 (Karte)         | Um 1750                                                                        | Städtebauliche Bedeutung. Zwei Geschosse, Erdgeschoss frontseitig durch Ein- und Anbau entstellt, Obergeschoss Fachwerk (verputzt), alte Fensterachsen erhalten, Holztraufe, Eternitdach mit drei Gaupen (sehr hoch und steil). Ehemals denkmalgeschütztes Seitengebäude zwischen 2008 und 2016 abgerissen. Erdgeschoss Ziegel Obergeschoss Fachwerk, Holzstaken, Krüppelwalmdach, drei Gaupen (Eternit). | 09209856 |
|                                         | Kirche (einschließlich Ausstattung) sowie Gruft und Kirchhof | Kirchplatz (Karte)                    | 1923–1930 (Gruft)                                                              | Spätgotische Saalkirche mit wertvoller Ausstattung, bau- und ortshistorische Bedeutung. 1498 Bau, 1633–65 Neu- bzw. Umbau, 1869 Renovierung, 1996 Außenrenovierung, Gruft: Eingang zur Gruft mit Wappen derer von Römer, Gruft mit Ausstattung und Ausmalung, drei Sarkophage 1923–30. | 09209868 |
| Direkt Bild zu diesem Denkmal hochladen | Denkmal für die Gefallenen des Ersten Weltkrieges | Kirchplatz (Karte)                    | Nach 1918                                                                      | Ortsgeschichtlich von Bedeutung. Mit Inschrift „Unsern im Weltkriege Gebliebenen zum Dank Gemeinde Neumark“. | 09209914 |
| Direkt Bild zu diesem Denkmal hochladen | Kantorat und sogenannter Kantoratsbogen | Kirchplatz 3 (Karte)                  | 1718                                                                           | Bau- und ortsgeschichtliche sowie städtebauliche Bedeutung. Zwei Geschosse, sechs Achsen (Putzfassade), Obergeschoss Fachwerk, Krüppelwalmdach, altdeutsche Schieferdeckung, zwei Achsen über dem Torbogen, tonnengewölbt. | 09209912 |
| Direkt Bild zu diesem Denkmal hochladen | Schloss und Rittergut Neumark (Sachgesamtheit) | Kirchplatz 5 (Parkstraße 16) (Karte)  | Ende 15. Jahrhundert (Schloss); um 1800 (Rittergut); um 1900 (Kutscherwohnung) | Sachgesamtheit Schloss und Rittergut Neumark, bestehend aus den Einzeldenkmalen: Schloss und zwei Wegesteine auf dem Gelände (siehe auch Einzeldenkmal Parkstraße 16, 09209867), Gutsverwalterhaus und Wirtschaftshof (siehe auch Einzeldenkmal Kirchplatz 5, 09209866), ehemaliges Kutscherhaus (Kirchplatz 9, Sachgesamtheitsteil) sowie Schlosspark; von ortsgeschichtlicher und ortsbildprägender Bedeutung | 09300640 |
| Direkt Bild zu diesem Denkmal hochladen | Gutsverwalterhaus und Wirtschaftshof mit Stall/-Gesindegebäude, Wirtschaftsgebäude und Scheune eines Rittergutes (Einzeldenkmale zu ID-Nr. 09300640)                                | Kirchplatz 5 (Karte)                  | Um 1800                                                                        | Einzeldenkmale der Sachgesamtheit Schloss und Rittergut Neumark; von ortsgeschichtlicher und städtebaulicher Relevanz. - Inspektorenhaus/Gutsverwalterhaus: zwei Geschosse, Putzfassade auf Bruchsteinsockel mit markantem Torbogeneingang, Staffelgiebel mit Treppenhausfenster - Stall-/Gesindegebäude: lang gestreckter Bruchsteinbau mit Ställen unterschiedlicher Entstehungszeit (19. Jahrhundert) im Erdgeschoss, Obergeschoss zu DDR-Zeit extrem verändert, aber homogener Dachstuhl-liegend, Kehlbalken mit Unterzug - Weiterer Stall: Erdgeschoss Bruchstein, Granitgewände, Obergeschoss Fachwerk, Satteldach - Scheune: Bruchstein, Ziegelmauerwerk, Satteldach anschließende Mauer | 09209866 |
| Direkt Bild zu diesem Denkmal hochladen | Bogenbrücke | Markt (Karte)                         | Um 1895                                                                        | Von besonderer ortsbildprägender Wirkung. Granitquader, Brücke und Geländer (Schiefer). | 09209860 |
| Direkt Bild zu diesem Denkmal hochladen | Markt-Elle | Markt 2 (Karte)                       | Bezeichnet mit 1669                                                            | Schmiedeeisernes Messgerät der Tuchhändler, sehr selten erhaltenes Zeugnis städtischen Gemeinwesens, technisches Denkmal | 09209857 |
|                                         | Rathaus | Markt 3 (Karte)                       | 1925                                                                           | Bau- und ortsgeschichtliche sowie künstlerische Bedeutung. Drei Geschosse (Walmdach), Sockel Granitquader, profiliertes Rundbogengewände mit Stadtwappen. Original: Treppenhäuser, Türen, Bleiglasfenster. | 09209861 |
| Direkt Bild zu diesem Denkmal hochladen | Wohnstallhaus, Scheunen, Seitengebäude und Hoftor eines Bauernhofes | Markt 5, 5a (Karte)                   | 1. Hälfte 19. Jahrhundert                                                      | Bau- und ortsgeschichtliche sowie städtebauliche Bedeutung. Wohnstallhaus mit zwei Geschossen, Erdgeschoss entstellend saniert, Obergeschoss Fachwerk, Krüppelwalmdach (Ziegel). | 09209862 |
| Direkt Bild zu diesem Denkmal hochladen | Wohnhaus (mit Oberlaube) | Markt 6 (Karte)                       | Um 1800                                                                        | Fachwerkbau von baugeschichtlicher und ortsbildprägender Bedeutung. Zweigeschossig, Fachwerkobergeschoss teilweise erhalten, ein Giebel massiv, Erdgeschoss massiv verputzt und verändert, auf der Hausrückseite über die ganze Hausfront Laubengang, heute nicht mehr vorkragend (vermutlich ursprünglich vorkragend), Haus bedeutsam vor allem durch die Lage neben dem Torhaus vor der Kirche. | 08992086 |
|                                         | Wohnhaus, Seitengebäude (mit Oberlaube) und Hoftor eines Bauernhofes | Markt 8 (Karte)                       | Um 1750                                                                        | Gebäude in Fachwerkbauweise, städtebaulich, ortsgeschichtlich und baugeschichtlich bedeutend. - Wohnhaus: zwei Geschosse, Erdgeschoss massiv (verputzt), Obergeschoss Fachwerk, Giebel fachwerksichtig, hohes Mansarddach, drei Gaupen, Holztraufe - Nebengebäude: hofseitig mit Laubengang, zwei Geschosse Fachwerk, teils mit Kopfbändern, profilierte Balken | 09209864 |
| Direkt Bild zu diesem Denkmal hochladen | Friedhof Neumark (Sachgesamtheit) | Oberneumarker Straße (Karte)          | 19. Jahrhundert                                                                | Sachgesamtheit Friedhof Neumark, mit den Einzeldenkmalen: Friedhofskapelle, Parentationshalle, VVN-Denkmal sowie acht Erbbegräbnisse (siehe Einzeldenkmal 09209836) sowie mit dem Sachgesamtheitsteil: Reste der Friedhofsmauer; Teile des Friedhofes von ortsgeschichtlicher und künstlerischer Bedeutung | 09300641 |
| Direkt Bild zu diesem Denkmal hochladen | Friedhofskapelle, Parentationshalle, VVN-Denkmal sowie acht Erbbegräbnisse (Einzeldenkmale zu ID-Nr. 09300641)                                                                      | Oberneumarker Straße (Karte)          | Anfang 20. Jahrhundert (Friedhofskapelle); nach 1945 (Gedenkstein)             | Von ortshistorischer und kunsthistorischer Bedeutung. - Kapelle: Putzfassade, Satteldach, Turm mit Zwiebelhaube - VVN-Denkmal (Stein) für sieben unbekannte Opfer des Faschismus - Erbbegräbnis: Weichelt und Wackwitz, Wandstelle Ziegel/Sandstein um 1900 - Erbbegräbnis: Familie Moritz Weichelt, jetzt Familie Vogel, Wandstelle Marmor, 1905 - Erbbegräbnis: Familie Krebs, Wandstelle Marmor, 1910 - Erbbegräbnis: Familie Schubert, Wandstelle Kunststein, 1924 - Erbbegräbnis: Ernst Herrmann Müller Wandstelle Kunststein, 1932 - Erbbegräbnis: Familie Heyer, Wandstelle Muschelkalk, 1920 - Erbbegräbnis: Familie Hofmann, Wandstelle Kunstein/Marmor, 1924 - Erbbegräbnis: Familie Emil Möckel (Relief Pilger), um 1920 | 09209836 |
| Direkt Bild zu diesem Denkmal hochladen | Schule | Oberneumarker Straße 3 (Karte)        | Um 1930                                                                        | Bau- und ortsgeschichtliche Bedeutung, künstlerische Details. Ziegelputz-Bau, hölzerne Fensterrahmen, originale Fenster rückseitig erhalten, Bleiglasfenster im Treppenhaus, Treppenaufgang mit Handlauf, Relief, Eingangstür mit geschliffenem Glas, Relief im Eingangsbereich. | 09209837 |
| Direkt Bild zu diesem Denkmal hochladen | Seitengebäude (mit Oberlaube) sowie Toranlage eines Vierseithofes | Oberneumarker Straße 76 (Karte)       | Ende 18. Jahrhundert (Seitengebäude); Mitte 19. Jahrhundert (Toreinfahrt)      | Besondere baugeschichtliche Bedeutung, Seitengebäude mit Oberlaube über die gesamte Länge | 09209851 |
| Direkt Bild zu diesem Denkmal hochladen | Wohnstallhaus eines Zweiseithofes | Oberneumarker Straße 77 (Karte)       | 18. Jahrhundert                                                                | Eines der ältesten Bauernhäuser des Ortes, baugeschichtliche Bedeutung. Erdgeschoss Lehmstock, giebelseitig ab Obergeschoss Fachwerk, hofseitig Fachwerkrichtung. | 09209853 |
| Direkt Bild zu diesem Denkmal hochladen | Wohnstallhaus eines Dreiseithofes | Oberneumarker Straße 83 (Karte)       | Um 1800                                                                        | Unter anderem baugeschichtliche Bedeutung. Giebelfront mit Ziegelmauerwerk, sonst Lehm (hofseitig nicht gesehen), Obergeschoss Fachwerk mit Lehmausfachung, Holztraufe, Satteldach (Schiefer), unveränderte Kubatur. | 09209852 |
| Direkt Bild zu diesem Denkmal hochladen | Kriegerdenkmal für die Gefallenen des Ersten Weltkrieges | Oberneumarker Straße 86 (vor) (Karte) | Nach 1918                                                                      | Ortsgeschichtlich von Bedeutung | 09209915 |
| Direkt Bild zu diesem Denkmal hochladen | Ehemaliges Schloss und zwei Wegesteine (Einzeldenkmale zu ID-Nr. 09300640) | Parkstraße 16 (Karte)                 | Ende 15. Jahrhundert (Schloss); um 1850 (Wegestein)                            | Einzeldenkmale der Sachgesamtheit Schloss und Rittergut Neumark; Vierflügelanlage mit Innenhof, bau- und ortsgeschichtliche Bedeutung. Auf Berg gelegen, trapezförmiger Hof mit Putzgliederung (Laubengang), Bruchsteinmauerwerk, Ziegel in den oberen Bereichen, zum Teil ein Meter dick, drei Giebel, Satteldächer, Park mit Teichen, englische Landschaftsgartenanlage, steinerner Wegweiser (Oberheinsdorf/Oberreichenbach), niedriger Wegestein No. 20 1720 mit abgerundeter Oberkante. | 09209867 |
| Direkt Bild zu diesem Denkmal hochladen | Kriegerdenkmal für die Gefallenen des Ersten Weltkrieges | Talstraße (Karte)                     | Nach 1918                                                                      | Ortsgeschichtlich von Bedeutung. Stein mit Inschrift „Ihren gefallenen Helden – 1914 1918 – Gemeinde Unterneumark“. | 09209823 |
| Direkt Bild zu diesem Denkmal hochladen | Fabrikantenvilla | Talstraße 11 (Karte)                  | 1920er Jahre                                                                   | Zum Teil originale Ausstattung, bau- und ortsgeschichtliche Bedeutung. Zurzeit Kindergarten, Fenster denkmalgerecht, Bleiglasfenster. | 09302764 |
| Direkt Bild zu diesem Denkmal hochladen | Produktionsgebäude (Nr. 18), Schornstein, Kontorgebäude (Nr. 16), Einfriedungsmauer und Wellblechgarage sowie Buchen-Allee auf dem Gelände einer ehemaligen Weberei Friedrich Heyer | Werdauer Straße 16, 18 (Karte)        | Um 1915                                                                        | Ensemble von bau-, orts- und technikgeschichtlicher Bedeutung. Zwei Geschosse, Putznutung und Putzgliederung, zwei kleine Erker, störender Dachumbau mit Gaupe, markante Wellblechgarage der 1930er Jahre im Hof Allee aus Buchen, Esse auf quadratischem Sockel mit farbiger Ziegelgliederung. | 09209829 |
| Direkt Bild zu diesem Denkmal hochladen | Fabrikantenvilla, Einfriedung und Park | Werdauer Straße 20 (Karte)            | Um 1910                                                                        | Bau- und ortsgeschichtliche Relevanz. Zwei Geschosse, Putzfassade, Putzgliederungen, hoher geschwungener Giebel. Einfriedung: gemauerter bzw. schmiedeeiserner Zaun. Original: alte Dachdeckung (Ziegel), alle alten Fenster, zum Teil Jalousien. Im Park Buchenallee. | 09209831 |
| Direkt Bild zu diesem Denkmal hochladen | Mietshaus in halboffener Bebauung mit Einfriedung | Werdauer Straße 21 (Karte)            | 1897                                                                           | Unter anderem baugeschichtliche Bedeutung. Hofseitiger Anbau, schlicht, Klinkerfassade, zwei Geschosse, je Mittelgiebel über Risalit, Sockel: Polygonalmauerwerk, rote Klinkerfassade mit Putzbändern, Putzspiegel (Reliefs), Traufe, gerade und vergiebelte Fensterverdachung, rote Klinkerpfeiler mit Betonverdachung. | 09209834 |
| Direkt Bild zu diesem Denkmal hochladen | Villa | Werdauer Straße 22 (Karte)            | Um 1890 (Ofen)                                                                 | Darin zwei Meißner Kachelöfen, baugeschichtliche und ortsgeschichtliche Bedeutung. Villa zweigeschossiger Putzbau, Schlagläden. | 09209832 |
| Direkt Bild zu diesem Denkmal hochladen | Fabrikantenvilla und Stützmauer sowie Remise | Werdauer Straße 29 (Karte)            | Um 1900                                                                        | Bau- und ortsgeschichtliche Bedeutung, bildprägend. Zwei Geschosse, hoher Sockel, Fensterfaschen geputzt, reich bewegte Kubatur. Original: schmiedeeiserne Brüstungen. Stützmauer unverputztes Quadermauerwerk, Remise mit Mansarddach. | 09209833 |
| Direkt Bild zu diesem Denkmal hochladen | Straßenbrücke über die Eisenbahn mit Stützmauer | Werdauer Straße 31 (Karte)            | 1886                                                                           | Denkmal der Verkehrsgeschichte und Ortsgeschichte. Einbogige Brücke mit Brückenwangen (Straßenüberführung der Werdauer Straße über die Bahnanlage), Quadermauerwerk. | 09209827 |
|                                         | Postmeilensäule | Zwickauer Straße (Karte)              | Bezeichnet mit 1731                                                            | Kursächsische Postmeilensäule; Viertelmeilenstein, verkehrsgeschichtlich von Bedeutung. Aus Kirchberger Granit mit verschiedenen Inschriften („A.R“, 1731 und dem Posthornzeichen), gehörte zum Postkurs Dresden–Hof. Der Stein stammt laut Quellen vermutlich aus dem Jahr 1753. Der Stein steht heute an der neuen Umgehungsstraße (B 173), östlich des Ortes, am Abzweig nach Neumark. 1956 vom nicht originalen Standort vor dem Rathaus Neumark an den heutigen Standort versetzt. | 09209835 |

### Ehemaliges Denkmal (Neumark)
| Bild                                    | Bezeichnung | Lage                                 | Datierung                 | Beschreibung | ID       |
| --------------------------------------- | ----------- | ------------------------------------ | ------------------------- | --- | -------- |
| Direkt Bild zu diesem Denkmal hochladen | Häuslerhaus | Alte Reichenbacher Straße 26 (Karte) | 1. Hälfte 19. Jahrhundert | Bau- und sozialgeschichtliche Bedeutung. Zwei Geschosse, Erdgeschoss vermutlich Lehmmauerwerk, kaum verändert, Obergeschoss Fachwerk zum Teil Lehmausfachung, Satteldach, Giebel Fachwerk. Zwischen 2008 und 2016 abgerissen. | 09209839 |

## Reuth
| Bild                                    | Bezeichnung                                              | Lage                          | Datierung            | Beschreibung | ID       |
| --------------------------------------- | -------------------------------------------------------- | ----------------------------- | -------------------- | --- | -------- |
| Direkt Bild zu diesem Denkmal hochladen | Wohngebäude (ehemaliges Herrenhaus eines Rittergutes)    | Am Waschteich 5 (Karte)       | Kern 18. Jahrhundert | Mit dominantem Mansarddach und Dachreiter, bau- und ortsgeschichtliche Bedeutung | 09302765 |
| Direkt Bild zu diesem Denkmal hochladen | Kriegerdenkmal für die Gefallenen des Ersten Weltkrieges | Beiersdorfer Straße (Karte)   | Nach 1918            | Ortsgeschichtlich von Bedeutung. Bekrönung: Stahlhelm und Eichenlaub. | 09209842 |
| Direkt Bild zu diesem Denkmal hochladen | Friedhofskapelle                                         | Beiersdorfer Straße (Karte)   | 1920er Jahre         | Leichenhalle mit Dachreiter, baugeschichtliche und ortsgeschichtliche Bedeutung. Putzfassade, spitzbogige Öffnungen und Glockentürmchen, Satteldach (Schieferdeckung).                                  | 09209843 |
| Direkt Bild zu diesem Denkmal hochladen | Ehemalige Schule sowie Toilettenhäuschen                 | Beiersdorfer Straße 6 (Karte) | Um 1905              | Bau- und ortsgeschichtliche Bedeutung. Zwei Geschosse, Granitquadersockel, rote Klinker mit Putzgliederungen (Eckquaderung, Fensterverdachung), profilierte Fenstergewände, Dachpappe, vier Dachgaupen. | 09209841 |

## Schönbach
| Bild                                    | Bezeichnung                                       | Lage                                 | Datierung                                                                                | Beschreibung | ID       |
| --------------------------------------- | ------------------------------------------------- | ------------------------------------ | ---------------------------------------------------------------------------------------- | --- | -------- |
| Direkt Bild zu diesem Denkmal hochladen | Denkmal für die Gefallenen des Ersten Weltkrieges | Hauptstraße (Karte)                  | Nach 1918                                                                                | Ortsgeschichtlich von Bedeutung. Inschrifttafel für Zweiten Weltkrieg, plastischer Schmuck. | 09209871 |
| Direkt Bild zu diesem Denkmal hochladen | Wohnhaus in offener Bebauung                      | Hauptstraße 2 (Karte)                | Um 1900                                                                                  | Baugeschichtliche Bedeutung. - Wohnhaus: eingeschossig, Klinkerfassade, Sockel Bruchstein, Sandstein, Fenster mit Bogenstürzen aus Kunststein, Mittelgiebel mit Dachüberstand, Krüppelwalmdach (Ziegel) - Schuppen: verbrettert mit Satteldach | 09209869 |
| Direkt Bild zu diesem Denkmal hochladen | Häuslerhaus                                       | Hauptstraße 50 (Karte)               | Bezeichnet mit 1740                                                                      | Obergeschoss Fachwerk, baugeschichtliche Bedeutung | 09302897 |
| Direkt Bild zu diesem Denkmal hochladen | Scheune einer Hofanlage                           | Hauptstraße 68 (Karte)               | 2. Hälfte 18. Jahrhundert, im Kern älter                                                 | Alterswert, unter anderem baugeschichtliche Bedeutung,teils verbrettert, teils Lehm/Fachwerk | 09209872 |
| Direkt Bild zu diesem Denkmal hochladen | Dreiseithof mit Wohnstallhaus, Stall und Scheune  | Hauptstraße 106 (Karte)              | Ende 18. Jahrhundert (Wohnstallhaus); Anfang 19. Jahrhundert (Seitengebäude und Scheune) | Geschlossenes Ensemble, baugeschichtliche Bedeutung, Denkmal der Volkskunde und Ortsgeschichte. - Wohnstallhaus: zwei Geschosse, Erdgeschoss Lehmwände, Obergeschoss verschieferter Giebel, hofseitig Fachwerk (Kehlen der Balken), Holztraufe, hohes unverändertes Satteldach, altdeutsche Schieferdeckung - Stall: Fachwerk Ziegelausfachung - Scheune: Fachwerk | 09209847 |
| Direkt Bild zu diesem Denkmal hochladen | Gaststätte in markanter Ecklage                   | Neue Reichenbacher Straße 10 (Karte) | Um 1900                                                                                  | Bau- und ortsgeschichtliche Bedeutung, straßenbildprägende Lage. Zwei bis drei Geschosse, Klinkersockel, gelbe Klinker mit verschieden gefärbten Klinkerbändern, Blendbogenverzierung, Rest der Fassadeninschrift, seitlich Ladenanbau, rückseitig hölzernen Windvorbau, Treppenhaus original.                                                                     | 09209845 |
| Direkt Bild zu diesem Denkmal hochladen | Wohnstallhaus eines Zweiseithofes                 | Pappelweg 8 (Karte)                  | Um 1800                                                                                  | Unter anderem baugeschichtliche Bedeutung. Erdgeschoss massiv (evangelische Lehmwände), sonst Ziegel, Obergeschoss Fachwerk, Giebel verschiefert, Satteldach mit altdeutscher Schieferdeckung. | 09209848 |
| Direkt Bild zu diesem Denkmal hochladen | Ehemaliges Bahnwärterhaus                         | Reuther Straße 14 (Karte)            | Um 1895                                                                                  | Typenbau eines ehemaligen, heute als Wohnhaus genutzten Bahnwärterhauses an der Bahnstrecke Leipzig–Hof (6362, 6377, sä. LH, km 83,97) verkehrsgeschichtlich und eisenbahngeschichtlich von Bedeutung | 09209846 |

## Tabellenlegende
- Bild: Bild des Kulturdenkmals, ggf. zusätzlich mit einem Link zu weiteren Fotos des Kulturdenkmals im Medienarchiv Wikimedia Commons. Wenn man auf das Kamerasymbol klickt, können Fotos zu Kulturdenkmalen aus dieser Liste hochgeladen werden:
- Bezeichnung: Denkmalgeschützte Objekte und ggf. Bauwerksname des Kulturdenkmals
- Lage: Straßenname und Hausnummer oder Flurstücknummer des Kulturdenkmals. Die Grundsortierung der Liste erfolgt nach dieser Adresse. Der Link (Karte) führt zu verschiedenen Kartendiensten mit der Position des Kulturdenkmals. Fehlt dieser Link, wurden die Koordinaten noch nicht eingetragen. Sind diese bekannt, können sie über ein Tool mit einer Kartenansicht einfach nachgetragen werden. In dieser Kartenansicht sind Kulturdenkmale ohne Koordinaten mit einem roten bzw. orangen Marker dargestellt und können durch Verschieben auf die richtige Position in der Karte mit Koordinaten versehen werden. Kulturdenkmale ohne Bild sind an einem blauen bzw. roten Marker erkennbar.
- Datierung: Baubeginn, Fertigstellung, Datum der Erstnennung oder grobe zeitliche Einordnung entsprechend des Eintrags in der sächsischen Denkmaldatenbank
- Beschreibung: Kurzcharakteristik des Kulturdenkmals entsprechend des Eintrags in der sächsischen Denkmaldatenbank, ggf. ergänzt durch die dort nur selten veröffentlichten Erfassungstexte oder zusätzliche Informationen
- ID: Vom Landesamt für Denkmalpflege Sachsen vergebene, das Kulturdenkmal eindeutig identifizierende Objekt-Nummer. Der Link führt zum PDF-Denkmaldokument des Landesamtes für Denkmalpflege Sachsen. Bei ehemaligen Kulturdenkmalen können die Objektnummern unbekannt sein und deshalb fehlen bzw. die Links von aus der Datenbank entfernten Objektnummern ins Leere führen. Ein ggf. vorhandenes Icon  führt zu den Angaben des Kulturdenkmals bei Wikidata.